# Хехавер
«Хехавер» (иногда «Гехавер», ивр. החבר‎; товарищ) — название студенческой сионистской организации, созданной еврейскими студентами из России
Организация была основана в 1911 году в Швейцарии в Базеле (хотя учредительный съезд состоялся в 1912).

## Деятельность организации перед Первой мировой войной
Хотя организация «Хехавер» была организацией сионистских студентов из России, она была основана в Швейцарии в Базеле. До Первой мировой войны организация действовала среди студентов, обучающихся в высших учебных заведениях в странах западной и центральной Европы. Это произошло по двум причинам. Во-первых, с 1887 года в России была введена процентная норма, которая серьёзно ограничилa приём евреев в высшие учебные заведения Российской империи, и многие русские евреи стали учиться в высших учебных заведениях западноевропейских стран. Вторая причина заключается в том, что в России сионистское движение не получило легального статуса, а студенты, обучавшиеся на Западе, имели полную свободу создать сионистскую организацию в своих рядах, что и произошло.
Помимо Швейцарии, вскоре филиалы организации были открыты также во Франции, Бельгии, Германии и Австрии.
Целью организации было распространение сионистских идей среди еврейских студентов из России, а также борьба с ассимиляцией. Организация занималась оказанием помощи нуждающимся еврейским студентам. В сионистском движении существовали различные политические партии. «Хехавар» не выражала явной идентификации с той или иной партией и решила принимать в свои ряды всех студентов-сионистов вне зависимости от их партийной принадлежности. Организация также издавала газету на русском языке под названием «Еврейский студент».

## Деятельность организации в годы войны и революции 1914—1917
В 1914 году началась Первая мировая война. Большинство студентов вернулись в Россию, и Россия стала главным центром организации. А столица — Петербург (где было много высших учебных заведений) стала городом, где располагался центр «Хехавара». Однако филиалы организации были открыты и в других городах России, где были высшие учебные заведения. Но организация так и не смогла получить официальное разрешение на свою деятельность. Правда в 1915 году было получено разрешение на издание газеты «Еврейский студент».
Однако сама организация так и не получила легального статуса. Активисты организации подвергались преследованиям, в их квартирах устраивались обыски, несколько активистов «Хехавер» были сосланы в Сибирь. Юридический статус организации «Хехавар» был присвоен только после того, как в феврале 1917 года в России произошла демократическая революция и были сняты все ограничения на политическую деятельность. С февраля по октябрь 1917 года «Хехавер» действовал свободно, и деятельность организации значительно расширилась. У неё было около 100 филиалов. Во главе организации стояли А. Идельсон (репатриировался в Израиль в 1921 г.), Евзеров. (репатриировался в 1921 г.), Виленчук (в Израиле с 1926 г.). Интересно, что одной из лидеров организации была Валентина Винабер дочь одного из лидеров кадетских партий-Винабер. М., который был противником сионизма.

## Деятельность под властью коммунистов
Через несколько месяцев после прихода к власти большевиков в России началась Гражданская война. Понятно, что в такой ситуации ослабла связь между центром «Хехавар» и местными филиалами. Часть членов организации покинула Россию и репатриировалась в Израиль, но деятельность «Хexaвeр» продолжалась. В 1920 года коммунистическая власть начала преследования сионистского движения, в том числе активистов «Хехавер». В 1921 году гражданская война закончилась, и коммунистическое правительство объявило новую экономическую политику, которая была несколько более либеральной, чем предыдущая. И руководители «Хехавер» надеялись, что преследования их организации прекратятся. Они попросили возобновить выпуск ежемесячника «Еврейский студент». В 1922 году лицензия была выдана, и ежемесячник начал выходить, но вскоре стало ясно, что некоторая либерализация в экономической области не привела к политической либерализации. Отношение власти к сионизму осталось отрицательным. Ежемесячник столкнулся с трудностями цензуры и был закрыт в 1923 году.
Члены организации, продолжавшие сионистскую деятельность, были исключены из высших учебных заведений, а некоторые арестованы. В такой ситуации лидеры «Хехавер» решили, что нет смысла в отдельном существовании организации и что лучше объединиться с другими сионистскими молодёжными организациями. И в 1924 году было решено, что «Хехавер» объединяется с двумя другими молодёжными организациями: с сионистской организацией старшеклассников, известной под названием «Гистадрут», а также с молодёжной сионистской организацией «Кадима» («Вперёд»). На основе этого объединения была создана единая всероссийская организация еврейской молодёжи (ЕВОСМ). Организация действовала в подполье в 1920-е и в первую половину 1930-х годов. Но к середине 30 годов она была уничтожена. Однако некоторым членам организации удалось репатриироваться в Израиль.